# Charles de Bouteiller
Pour les articles homonymes, voir Bouteiller (homonymie).
 (février 2019).
Si vous disposez d'ouvrages ou d'articles de référence ou si vous connaissez des sites web de qualité traitant du thème abordé ici, merci de compléter l'article en donnant les références utiles à sa vérifiabilité et en les liant à la section « Notes et références ».
Charles de Bouteiller (né le 9 décembre 1786 à Nancy et mort le 5 mars 1850 à Paris) était un général français du XIXe siècle.

## Biographie
Issu d'une famille noble de Lorraine, Charles François Romaric de Bouteiller est le fils de Jean Hyacinthe de Bouteiller, magistrat et député de la Meurthe.
Charles de Bouteiller était passé de l'École polytechnique à l'École d'application de Metz en septembre 1805; il avait fait ses premières campagnes en Prusse et en Pologne avec le 6e régiment d'artillerie à pied, aux sièges de Breslau, de Schweidnitz, de Neiss, de Silderberg et au combat de Gratz.
Le 1er juillet 1810, il entra comme capitaine au 2e bataillon de pontonniers, et fit la campagne de Russie en qualité d'adjoint à l'État-major de l'artillerie de la Grande Armée. Il était à la bataille de Smolensk et à celle de la Moskowa, aux combats de Krasnoï, Malojaroslawetz ainsi qu'au passage de la Bérésina. Il eut pendant la retraite un doigt de la main gauche gelé, dont il subit plus tard l'amputation.
Nommé chevalier de la Légion d'honneur le 21 avril 1813, Charles de Bouteiller est attaché, avec le grade de capitaine chef de bataillon, à l'artillerie à pied de la garde impériale pendant la campagne de Saxe; il reçut un coup de feu dans l'épaule droite à Bautzen, et fut décoré de la croix d'officier de la Légion d'honneur le 6 septembre, après la bataille de Dresde.
Présent à Leipzig, à Hanau, à Brienne, à Arcis-sur-Aube, Charles de Bouteiller, qu'on avait placé à l'École de Metz à la première Restauration, commanda pendant les Cent-Jours et durant tout le blocus l'artillerie de la garde nationale de cette ville. Successivement major du 2e régiment à pied, commandant de l'artillerie à Thionville et secrétaire du comité consultatif de son arme, M. de Bouteiller, devenu lieutenant-colonel en 1825, eut en 1830 la direction administrative du dépôt central et de l'atelier de précision de Paris.
Par la suite, il commanda quelque temps comme colonel l'École d'application, et fit, en qualité de chef d'état-major général de l'artillerie les trois campagnes de 1831, 1832, 1833 en Belgique, les deux dernières au siège d'Anvers. Il obtint à cette occasion la décoration de commandeur de la Légion d'honneur et celle d'officier de l'ordre de Belgique.
Nommé maréchal de camp le 27 février 1841, il quitta la direction de Metz, où il était employé depuis 1833, et commanda successivement les Écoles de Toulouse et de Metz. Promu au grade de général de division le 12 juin 1848, M. de Bouteiller était membre du comité d'artillerie et du conseil de perfectionnement de l'École polytechnique.
Charles de Bouteiller est mort à Paris dans l'exercice de ses fonctions le 3 mars 1850, à l'âge de 63 ans.
Il est le père d'Ernest de Bouteiller (1826-1883), également polytechnicien et député de la Moselle.

## Distinctions
- Légion d'honneur :
  -  Chevalier de la Légion d'honneur (21 avril 1813).
  -  Officier de la Légion d'honneur (6 septembre 1813).
  -  Commandeur de la Légion d'honneur.
- Chevalier de l'ordre royal et militaire de Saint-Louis (17 août 1822)[5].